# Riebau
Riebau ist eine Ortschaft und ein Ortsteil der Hansestadt Salzwedel im Altmarkkreis Salzwedel in Sachsen-Anhalt.

## Geographie

### Lage
Das altmärkische Riebau liegt 8 Kilometer östlich von Salzwedel am Riebauer Graben. Es ist ein Straßenangerdorf, das in östlicher Richtung als Straßendorf erweitert wurde.
Nachbarorte sind Jeebel, Mechau, Pretzier und Groß Chüden.

### Ortschaftsgliederung
Zur Ortschaft Riebau gehören die Ortsteile Riebau und Jeebel.

## Geschichte

### Mittelalter bis Neuzeit
Riebau wurde im Jahre 1268 erstmals als in Ribowe erwähnt. Markgraf Otto beschenkte das Haus der Aussätzigen in Salzwedel (Hospital St. Georg) mit Besitzungen in einigen Dörfern. Im Jahre 1285 heißt es in villa rybuu, als die Markgrafen Otto und Otto Grundbesitzungen zu einem Altar in Salzwedel vereigneten. Die Gebrüder von Visne hatten hier Lehngüter. 1369 heißt das Dorf in einer Urkunde villa Ryboue. Im Landbuch der Mark Brandenburg von 1375 wird das Dorf als Rybowe mit 21½ Zinshufen aufgeführt. 1444 wurden ein Schulzenhof und eine Windmühle genannt. Weitere Nennungen sind 1541 Ribo und 1687 Riebau.
Am 4. April 1924 wurde die Freiwillige Feuerwehr Riebau gegründet, die seitdem das gesellschaftliche Leben in Riebau entscheidend mitgeprägt hat.
Bekanntheit erlangte der Bahnhof Riebau durch seinen frühen Grenzverkehr. Schon 1946 war er anscheinend ein bedeutender Umschlagsbahnhof. Etwa 200 bis 300 Menschen passierten die grüne Grenze in Richtung Westen, und die letzte Bahnstation war für alle der Bahnhof Riebau. In die DDR-Geschichte ging dieser Bahnhof ein, als im Mai und Juni 1952 die Zwangsaussiedlung erfolgte und viele Menschen mit ihrem Hab und Gut auf dem Bahnhof in die Züge verladen wurden.
Eine überalternde Bevölkerung und der Wegzug brachten 1996 die ansässige Kita in Existenznöte. Der leer stehende Bahnhof war dem Verfall und der Demontage preisgegeben.
In Riebau war zu DDR-Zeiten die Grenztruppenunterkunft (Grenzkaserne) der „Kompanie 5“ vom Grenzregiment 24.

### Herkunft des Ortsnamens
Riebau ist die deutsch ausgesprochene Form von slawischen „Ribow“ oder „Ribowe“.

### Sagen und Bräuche
Hanns H. F. Schmidt erzählte 1994 die Sage Die Hagelpredigt nach: In Riebau wurde einmal die gesamte Ernte durch Hagelschlag vernichtet. Die Leute glaubten, sie hätten die christlichen Gebote nicht befolgt, so dass nun die Strafe gekommen sei. Nach diesem Unglück traf man sich einmal im Jahr donnerstags nach Pfingsten, um gemeinsam Gottesdienst zu feiern. Niemand durfte an diesem geheiligten Tag arbeiten. Wer nicht teilnehmen konnte oder wollte, musste das Dorf vor Sonnenaufgang verlassen und durfte erst nach Sonnenuntergang zurückkehren.
Noch 1834 war in einigen Dörfern der östlichen Altmark der Brauch des Hagelfeiertags üblich, wie Georg Wilhelm von Raumer berichtete: Am Donnerstag nach Pfingsten wird der Hagelfeiertag durch Gottesdienst und Enthaltung von der Arbeit gefeiert, indem die Flurmarken einst an diesem Tage gänzlich verhagelt seyn sollen. Wer früher an diesem Tag verreisen wollte, musste vor Sonnenaufgang weggehen und durfte erst nach Sonnenuntergang zurückkommen.

### Archäologie

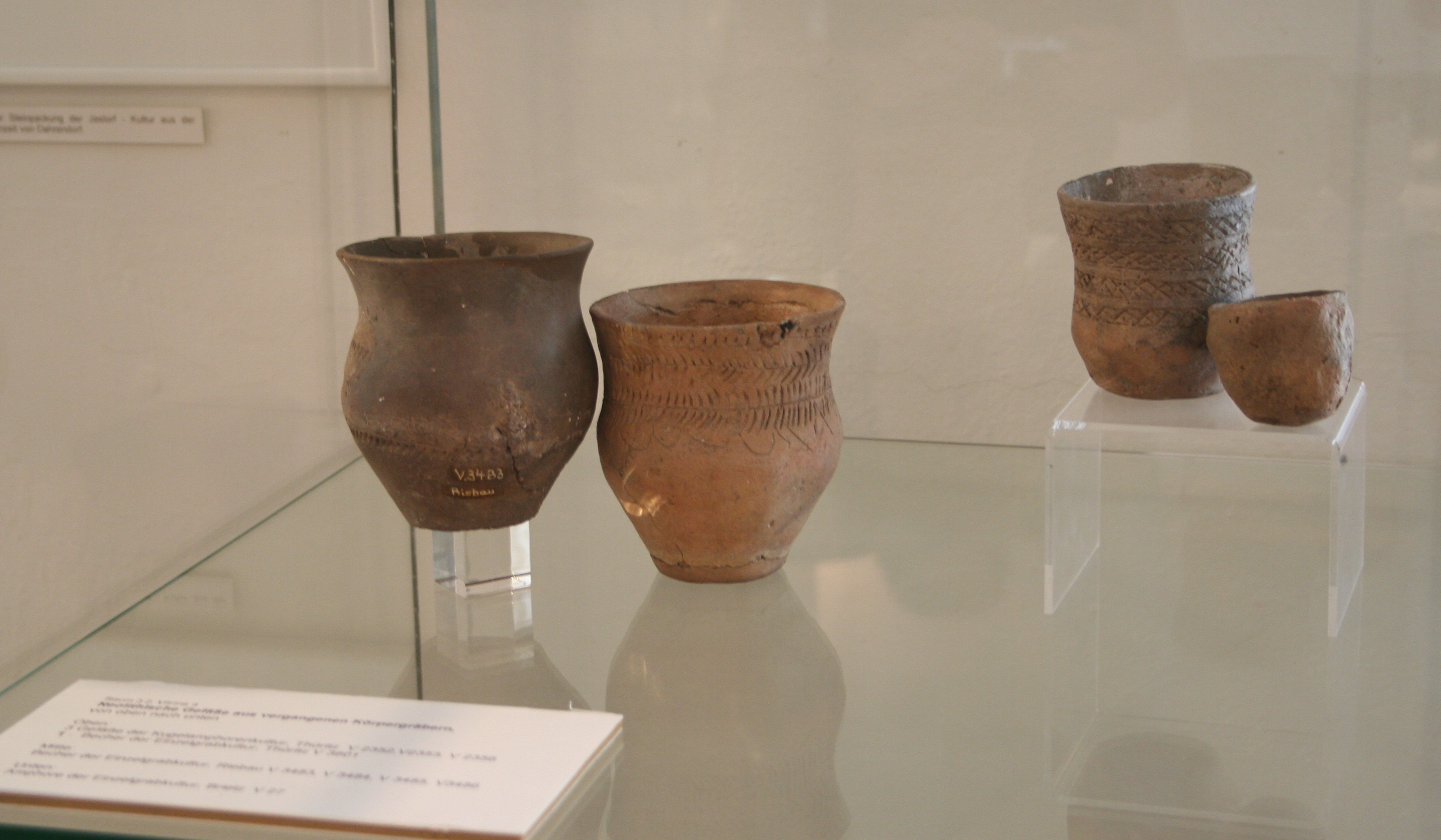
Becher der Einzelgrabkultur aus Riebau im Johann-Friedrich-Danneil-Museum, Salzwedel

In einem Brandgräberfeld in Riebau waren Becher der Einzelgrabkultur gefunden worden, die heute im Johann-Friedrich-Danneil-Museum in Salzwedel ausgestellt sind.
Bei Bauarbeiten auf einem Acker zwischen Pretzier und Riebau im Jahre 2017 wurde ein Spielstein geborgen. Die drei Hauptfundorte weisen darauf hin, dass in der Gegend um Pretzier und Riebau bereits in der Eisenzeit Menschen siedelten. Es wurden Hinweise auf eine Eisenverarbeitung entdeckt.

### Eingemeindungen
Ursprünglich gehörte das Dorf zum Arendseeischen Kreis der Mark Brandenburg in der Altmark. Zwischen 1807 und 1813 lag es im Landkanton Salzwedel auf dem Territorium des napoleonischen Königreichs Westphalen. Ab 1816 gehörte die Gemeinde zum Kreis Salzwedel, dem späteren Landkreis Salzwedel.
Am 25. Juli 1952 wurde die Gemeinde Riebau in den neu errichteten Kreis Salzwedel umgegliedert. Am 1. Januar 1963 wurde die Gemeinde Jeebel aus dem gleichen Kreis nach Riebau eingemeindet. Bereits am 20. Juli 1950 war die Gemeinde Jahrsau aus dem Landkreis Salzwedel in die Gemeinde Jeebel eingemeindet worden.
Bis Ende 2009 bildete Riebau mit dem Ortsteil Jeebel und dem ehemaligen Ortsteil Jahrsau, der dem DDR-Grenzausbau zum Opfer fiel und heute eine Wüstung ist, eine eigenständige Gemeinde. Sie war zuletzt Mitglied der Verwaltungsgemeinschaft Salzwedel-Land.
Durch einen Gebietsänderungsvertrag beschloss der Gemeinderat der Gemeinde Riebau am 23. Januar 2009, dass die Gemeinde Riebau in die Hansestadt Salzwedel eingemeindet wird. Dieser Vertrag wurde vom Landkreis als unterer Kommunalaufsichtsbehörde genehmigt und trat am 1. Januar 2010 in Kraft.
Nach Eingemeindung der bisher selbstständigen Gemeinde Riebau wurden Jeebel und Riebau Ortsteile der Hansestadt Salzwedel. Für die eingemeindete Gemeinde wurde die Ortschaftsverfassung nach den §§ 86 ff. Gemeindeordnung Sachsen-Anhalt eingeführt. Die eingemeindete Gemeinde Riebau mit den künftigen Ortsteile Jeebel und Riebau wurde zur Ortschaft der aufnehmenden Hansestadt Salzwedel. In der eingemeindeten Gemeinde und nunmehrigen Ortschaft Riebau wurde ein Ortschaftsrat mit fünf Mitgliedern einschließlich Ortsbürgermeister gebildet.

### Einwohnerentwicklung

#### Gemeinde
| Jahr | Einwohner |
| ---- | --------- |
| 1734 | 167       |
| 1774 | 157       |
| 1789 | 170       |
| 1798 | 208       |
| 1801 | 175       |
| 1818 | 165       |
| 1840 | 341       |
| 1864 | 414       |
| 1871 | 407       |
| 1885 | 426       |
| 1892 | [00]414   |

| Jahr | Einwohner |
| ---- | --------- |
| 1895 | 427       |
| 1900 | [00]378   |
| 1905 | 399       |
| 1910 | [00]387   |
| 1925 | 401       |
| 1939 | 382       |
| 1946 | 530       |
| 1964 | 534       |
| 1971 | 501       |
| 1981 | 399       |
| 1985 | [00]384   |

| Jahr | Einwohner |
| ---- | --------- |
| 1990 | [00]359   |
| 1993 | 366       |
| 1995 | [00]439   |
| 1996 | [00]481   |
| 1997 | [00]482   |
| 1998 | [00]329   |
| 2000 | [00]326   |
| 2004 | [00]334   |
| 2006 | [00]305   |
| 2008 | [00]299   |
| 2009 | [00]305   |

Quelle, wenn nicht angegeben, bis 1993:

#### Ortsteil
| Jahr | Einwohner |
| ---- | --------- |
| 2010 | [00]312   |
| 2014 | [00]222   |
| 2015 | [00]229   |
| 2020 | [00]199   |
| 2021 | [00]206   |
| 2022 | [00]209   |
| 2023 | [0]212    |

## Religion
Die evangelische Kirchengemeinde Riebau, die früher zur Pfarrei Groß Chüden gehörte, wird heute betreut vom Pfarrbereich Salzwedel-St. Georg im Kirchenkreis Salzwedel im Bischofssprengel Magdeburg der Evangelischen Kirche in Mitteldeutschland.
Die ältesten überlieferten Kirchenbücher für Riebau stammen aus dem Jahre 1778.
Die katholischen Christen gehören zur Pfarrei St. Laurentius in Salzwedel im Dekanat Stendal im Bistum Magdeburg.

## Politik

### Ortsbürgermeister
Michael Schmidt ist seit Juli 2024 Ortsbürgermeister der Ortschaft Riebau.
Davor war Wilfried Bettzieche (CDU) 34 Jahre Bürgermeister. Er war letzter Bürgermeister der Gemeinde und bis 2024  Ortsbürgermeister.

### Ortschaftsrat
Die Ortschaftsratswahl vom 9. Juni 2024 ergab die folgende Sitzverteilung (in Klammern die Ergebnisse von 2019).
Jeweils einen Sitz erreichten:
- Grüne (1 Sitz)
- Einzelbewerber Dieckmann
- Einzelbewerber Neumann (1 Sitz „FFw Riebau“)
- Einzelbewerber Schmidt
- Einzelbewerber Wacha

Es wurden nur Männer gewählt. Von 241 Wahlberechtigten hatten 190 ihre Stimme abgegeben, die Wahlbeteiligung betrug damit 78,84 Prozent.

### Politische Veranstaltungen
Die Hedonistische Internationale veranstaltete vom 9. bis zum 13. Juni 2011 ihren zweiten Weltkongress mit mehr als 300 Teilnehmern in Riebau.

## Kultur und Sehenswürdigkeiten
- Die evangelische Dorfkirche Riebau ist ein Feldsteinbau aus dem späten 12. Jahrhundert mit einem querrechteckigen Westturm.[34] Die Kirche ist eine Filialkirche von Groß-Chüden.[24] Riebau war bis 1822 Filiale der früher selbständigen Pfarrei Pretzier.[17]
- Der Ortsfriedhof liegt am nordwestlichen Ortsausgang.
- Eine Gedenkstätte auf dem Ortsfriedhof ist die Grabstätte für einen namentlich bekannten jugoslawischen Kriegsgefangenen, der während des Zweiten Weltkrieges ein Opfer von Zwangsarbeit wurde.